# Comuna Novohupalivka, Vilneansk
Novohupalivka (în ucraineană Новогупалівка) este o comună în raionul Vilneansk, regiunea Zaporijjea, Ucraina, formată din satele Ahrafenivka, Iakîmivske, Kozakivske și Novohupalivka (reședința).

## Demografie
Componența lingvistică a comunei Novohupalivka
     Ucraineană (87,13%)
     Rusă (11,89%)
     Alte limbi (0,3%)
Conform recensământului din 2001, majoritatea populației comunei Novohupalivka era vorbitoare de ucraineană (87,13%), existând în minoritate și vorbitori de rusă (11,89%).